# Isola Lunga
Isola Lunga (in croato Dugi Otok), talvolta chiamata Isola Grossa, è un'isola della Croazia, situata di fronte alla costa dalmata settentrionale ad ovest di Zara e immediatamente a nord delle Isole Incoronate. Appartiene alla regione zaratina.
È abitata da 1 655 (2011) residenti divisi in dieci località, la più grande delle quali è Sale (Sali), che deve il nome alle sue saline, il cui territorio comunale coincide con l'isola. Altri centri sono Berbigno (Brbinj), Bosavia (Božava), Saline (Soline), Santo Stefano (Luka), Sauro (Savar), Sman (Žman), Zaglava (Zaglav). È collegata da linee di traghetto (a Berbigno) ed aliscafo (a Sale) con la città di Zara. Oggigiorno è un'importante meta turistica.

## Geografia
L'Isola Lunga è la più grande isola dell'arcipelago zaratino e quella più esterna rispetto alla costa. Deve il suo nome alla caratteristica forma allungata (circa 45 km di lunghezza per 5 km di larghezza). L'elevazione maggiore è la Grande Guardia o monte Guardia Grande (Vela Straža) che raggiunge i 337 m s.l.m.; l'interno è coperto da macchia mediterranea, con boschi di pino marittimo. La costa occidentale è alta, mentre su quella orientale sono presenti diverse insenature e isole più piccole, tra cui Sferinaz, Rava e Laudara che fanno parte della stessa dorsale geologica.
A nord il passo di Settebocche (Sedmovraće o prolaz Maknare) la divide da Melada, a est il canale di Mezzo (Srednji kanal) la separa dalle grandi Ugliano e Pasman mentre i canali di Sferinaz (Zverinački kanal), di Rava (Ravski kanal), di Eso (Iški kanal) e Laudara (Lavdarski kanal) la dividono dalle isole omonime. A sud il canale Proversa Piccola (prolaz Mala Proversa) largo solo 50 metri e con appena 2 metri di profondità separa l'Isola Lunga da Catena.
L'estremità settentrionale dell'isola si biforca in due promontori che racchiudono la baia di porto Lungo o Longo (Luka Soliščica): quello occidentale, chiamato Punte Bianche e anche punta Grande o Grossa (Veli Rat), che termina nella punta di Oclugizza o Chiave (rt Oključić) e che si chiude a uncino racchiudendo porto Pantera (zaljev Pantera), e quello dritto orientale che termina in punta Borio o Boria (rt Barja). Il faro delle Punte Bianche, uno dei più potenti dell'Adriatico, alto 41 m e costruito nel 1849, si trova sul promontorio omonimo. Anche l'estremità meridionale dell'isola si divide in due penisole che racchiudono la baia di porto Taier (luka Telašćica) dove si trova il parco omonimo (Park prirode Telašćica). La parte interna di porto Taier si suddivide in tre ulteriori insenature: valle Tripuliak (uvala Tripuljak), valle Farfariculazzo o Farfariculaz (uvala Farfarikulac) e Porto Telego dall'antico nome del capoluogo dell'isola (Tilagus o Telego). Sulla lunga penisola che racchiude a sud porto Taier si trova il lago salato Mir, che ha circa 1 km di lunghezza.

### Isole adiacenti
Isolotti all'estremità settentrionale:
- Scogli Bacili (Lagnići), due isolotti a nord-ovest di Punte Bianche:
- scoglio Oclugizza[9][24] (Oključić), di forma allungata, si trova accanto alla punta omonima, all'ingresso di porto Pantera; ha una superficie di 4070 m²[25] 44°09′33″N 14°50′22″E.
- scoglio Baricev[26] o Bariceva[5] (Barićevac), nella baia di Porto Longo; ha una superficie di 4267 m²[25] e la costa lunga 258 m 44°09′11″N 14°51′08″E.
- Bastiago (Bršćak), isolotto a nord di punta Borio.
- Nudo[9][27] (Golac), isolotto a nord-ovest di Bastiago nel passo di Settebocche; ha una superficie di 0,064 km²[1], la costa lunga 1,04 km[1] e l'altezza di 32,5 m[2]; sull'isolotto c'è un faro 44°11′19″N 14°50′44″E.

Bastiago e Nudo sono il naturale proseguimento dell'Isola Lunga.

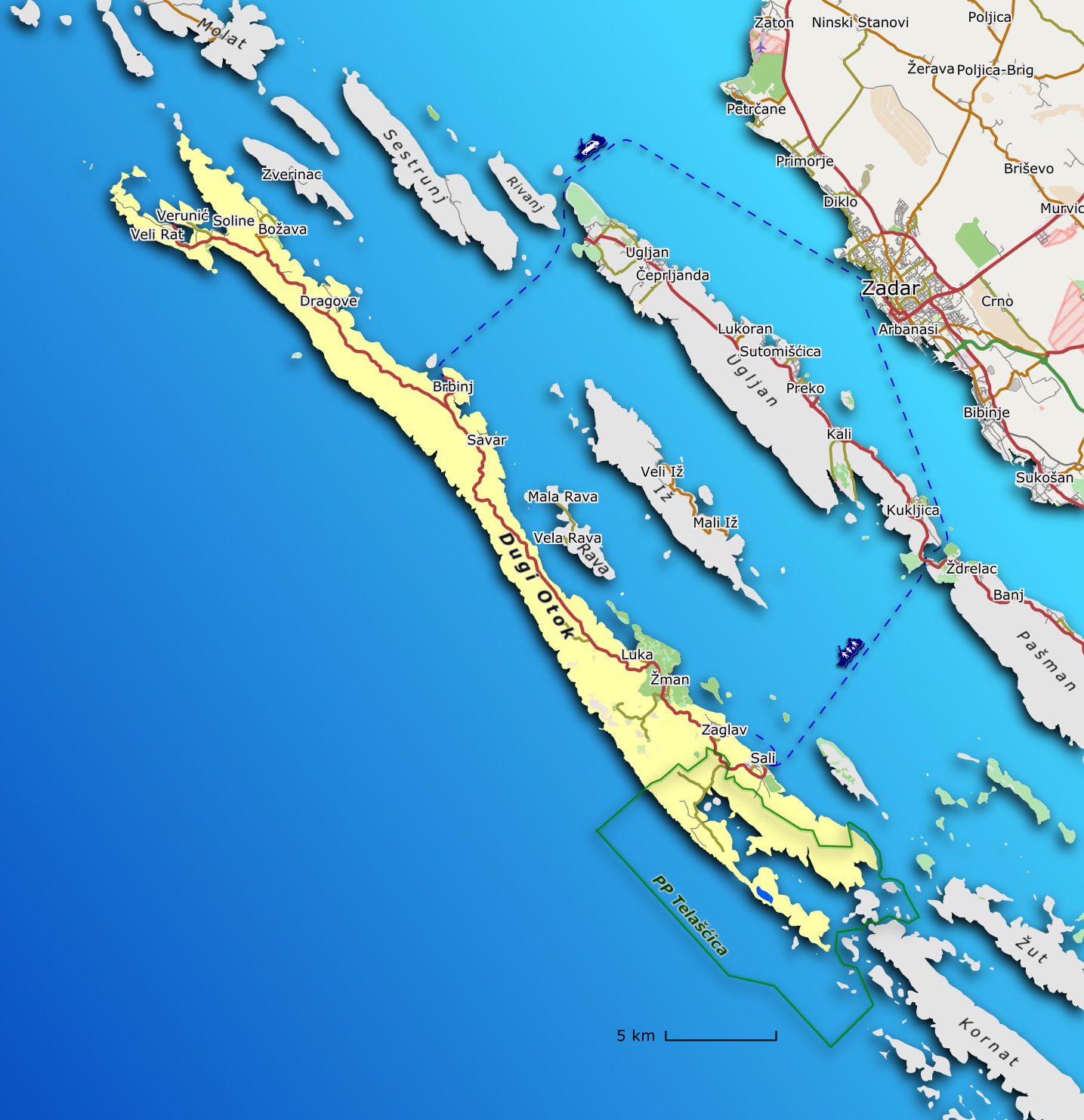

Isole adiacenti alla costa orientale:
- Sferinaz (Zverinac), affiancata ad est della parte settentrionale dell'Isola Lunga.
- Asinello (Magarčić o Magacić), a nord di punta Dumbocca[9] (Dumboka).
- isolotti Platana (Veli e Mali Planatak), a nord-est di valle Boccassin[28] (uvala Bukašin), detta anche porto Bocicosin[7][29].
- Plenarca[9] o Tatisgnak[7][29][30] (Tatišnjak), scoglio a sud dei Platana, a circa 700 m[2] dalla costa dell'Isola Lunga; ha una superficie di 0,01 km²[1], la costa lunga 382 m[25] e l'altezza di 8,2 m[2] 44°06′26″N 14°57′24″E.
- Utra, a nord di porto Luccina[9] (Lučina).
- scoglio Mezzopanetto[7][9][31], Mezzo panetto[7][32] o Po Hliba[30] (Pohliba), a nord di Martignacco, dista 500 m dalla costa; ha un'altezza di 6 m[2] 44°03′04″N 15°02′00″E.
- Martignacco (Mrtovnjak), nel canale di Rava.
- scoglio Galera[33], detto anche "la Galera"[7][32], Galia[9] o Galiaza[30] (Galijica o Galijlca), piccolo scoglio lungo circa 100 m[2] con una superficie di 3212 m²[25], la costa lunga 248 m[25] e l'altezza di 4 m[2]; è situato a 650 m circa dalla costa dell'Isola Lunga, e a sud di Martignacco, nel canale di Rava 44°02′03″N 15°02′26″E.
- Rava, parallela all'Isola Lunga, divisa dal canale di Rava.
- Oliveto (Maslinovac), a sud-est di Rava.
- Santo Stefano (Luški otok), chiude a nord porto Santo Stefano (Luka).
- Carchenata (Krknata), a sud-est di punta Sman[9] (rt Žman).
- Vacca[7][9][34] o Vaka[30] (Krava), isolotto rotondo a est di Carchenata, a 270 m[2] circa di distanza; ha una superficie di 0,042 km²[1], la costa lunga 0,76 m[1] e l'altezza di 23 m 43°57′50″N 15°08′47″E.
- Vacca Grande[35], Vacca orientale[9], Tukosiak[30] o Tucoschaco[7][36] (Tukošćak), di forma ovale, 1,6 km a est di Vacca; ha una superficie di 0,04 km²[1], la costa lunga 0,76 m[1] e l'altezza di 28,8 m 43°57′46″N 15°10′11″E.
- Martegnacco (Mrtonjak), 1,6 km a nord-est di Sale.
- scoglio Pan[37], Mezzo Panetto[7] o Podib[30] (Pohlib), a est del villaggio di Zaglava[9][37] (Zaglav) e di valle Treporti[37][38] (uvala Triluke), dotato di un faro[39], è stato collegato alla costa da un molo lungo 320 m[2] 43°52′02″N 15°09′06″E.
- Laudara (Lavdara), parallela alla parte meridionale dell'Isola Lunga.
- Laudara Piccola[40][41], Labdara piccola[7] o scoglio Laudar[30] (Lavdara Mala), isolotto ovale, lungo circa 400 m e alto 28,8 m[2], ha una superficie di 0,053 km²[25], le coste lunghe 916 m[25]; si trova 330 m[2] a sud della punta meridionale di Laudara (Južni rt) 43°55′03″N 15°13′47″E.
- Glavoch (Glamoč o Glavoč) e scogli Lazzaretti, a est di punta Proversa[42] (rt Čuška).

A sud-est ci sono le isole Incoronate:
- Abba Superiore o Abo (Gornja Aba).
- Catena (Katina), separata dal canale di Proversa Piccola.
- Abba Grande o Abatuta (Aba, Aba Vela o Aba Donja).

Nella grande baia di Porto Taier (Luka Telašćica):
- isolotti Scoglio (Burnji Školji e Donji Školji).
- scoglio Farfariculazzo[43], Farfariculaz[9] o Fafariculaz[30] (Farfarikulac), piccolo scoglio che dà il nome a valle Farfariculazzo[21]; ha una superficie di 5318 m²[25], la costa lunga 289 m[25] e 14 m[2] di altezza 43°54′45″N 15°09′08″E.
- scoglio Goselegnaz[30] (hrid Gozdenjak) piccolo scoglio con una superficie di 610 m²[25], alto 2 m[2] 43°54′01″N 15°10′14″E.
- scoglio Galiola[44][45], Galiolizza[7] o Galliola[30] (Galijola), dalla forma lunga e stretta, con una superficie di 629 m²[25], alto 3 m[2]; si trova 230 m a nord-ovest di Carotan 43°53′38″N 15°10′52″E.
- Carotan[9], Corotan[46] o Crotane[7] (Korotan), piccolo scoglio al centro dell'insenatura, con una superficie di 8022 m²[25], la costa lunga 395 m[25] e 13 m[2] di altezza 43°53′31″N 15°11′05″E.

Isolotti adiacenti alla costa occidentale:
- scoglio Tajer[47], Tajer[7][48] o scoglio Tagliarich[30] (hrid Taljurić), piatto e basso, sembra un tagliere, ha 60 m di diametro, 3 m di altezza[49][50] e una superficie di 1463 m²[25]; si trova 350 m a sud-ovest di punta Belvedere[48] (rt Vidilica) 43°51′50″N 15°11′37″E.

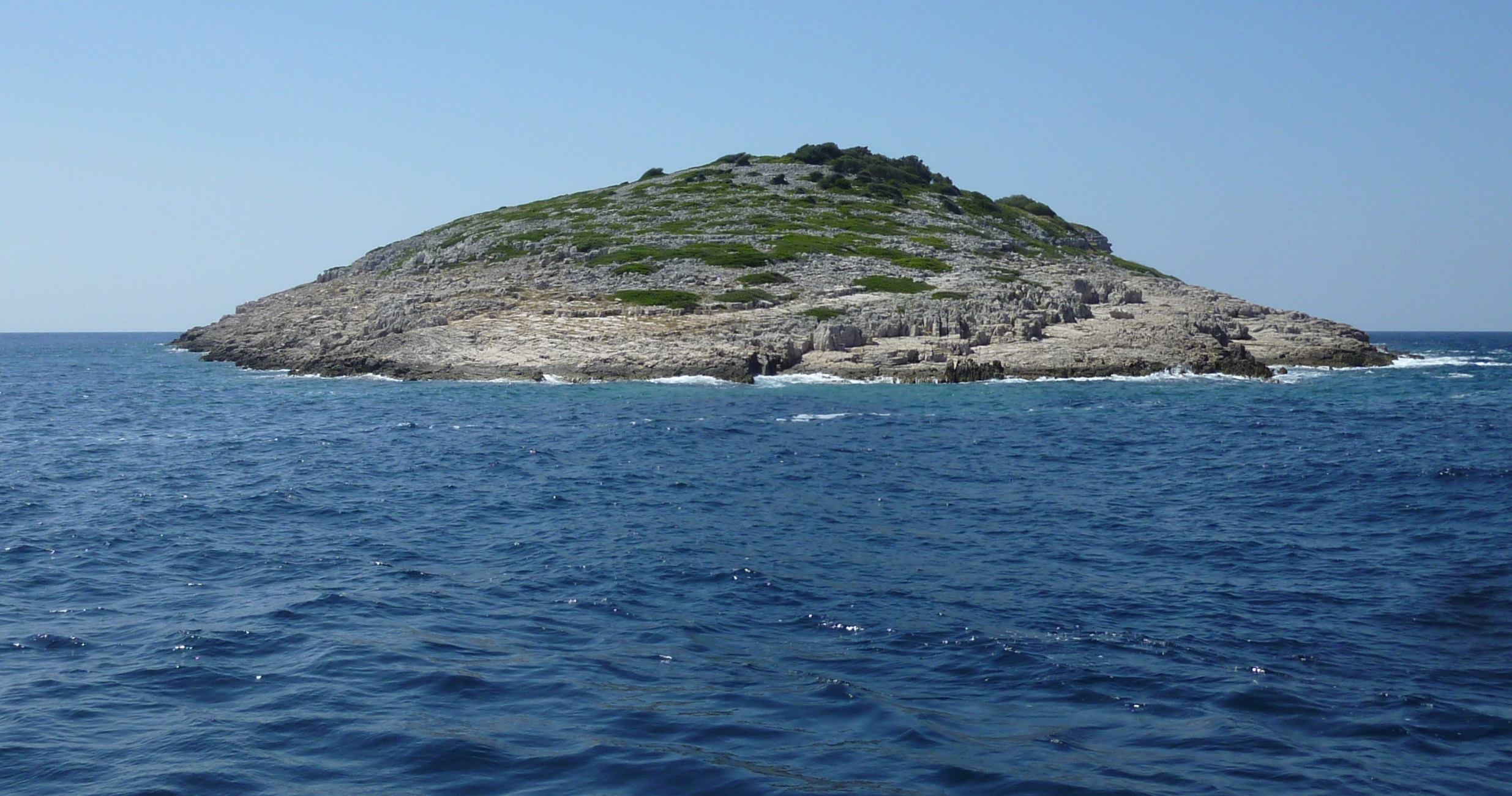
Ghermignago Piccolo

- isolotti Ghermignago (Garmenjak Veliki e Garmenjak Mali), a ovest di punta Belvedere.
- Taler (Mežanj), isolotto a circa 600 m[2] dalla costa nord-occidentale.

## Storia
Nominata dall'imperatore Costantino Porfirogenito con il nome di Pizuh, alla fine del X sec. il toponimo romano diventa Insula Tilagus, dal nome dell'antico capoluogo dell'isola (Tilagus o Telego) che sorgeva tra porto Taier e Sale. Chiamata Pizic dai primi colonizzatori croati, nel 1289 viene nominata Insula Major e poi Insula Magna. I Veneziani la chiamavano Grossa o Lunga.

### Cartografia
- (HR) Mappa topografica della Croazia 1:25000, su preglednik.arkod.hr. URL consultato il 27 febbraio 2017.
- G. Giani, Carta prospettiva delle Comuni censuarie della Dalmazia, foglio 2, 1839. Fondo Miscellanea cartografica catastale, Archivio di Stato di Trieste.
- Carta di cabottaggio del mare Adriatico, foglio V, Milano, Istituto geografico militare, 1822-1824. URL consultato l'8 aprile 2017 (archiviato dall'url originale il 23 agosto 2021).
- Carta di cabottaggio del mare Adriatico, foglio VII, Milano, Istituto geografico militare, 1822-1824. URL consultato l'8 aprile 2017 (archiviato dall'url originale il 13 aprile 2013).